# SK Žabovřesky Brno (orientační běh)
SK Žabovřesky Brno je český klub orientačního běhu.
Jeho počátky se datují mezi roky 1975 a 1967. Od svého založení střídal výsledkově silnější léta s těmi slabšími, ale zejména v posledních letech se pevně usadil mezi nejúspěšnějšími kluby v České republice. Základna klubu je v brněnské čtvrti Žabovřesky, kde sdílí halu mimo jiné s basketbalovým oddílem Basket Žabiny Brno. Oddílovými barvami jsou červená a černá. Klubovým maskotem je žabka, která také zdobí záda červeno-černo-bílých oddílových dresů.

## Výsledky

### 2009
- mistrovství světa:
  - Paľo Bukovac – štafety: 17. místo
  - Tomáš Dlabaja – sprint: 15. místo, štafety: 28. místo
- mistrovství světa juniorů:
  - Daniel Hájek – krátká trať: 10. místo, klasická trať: 18. místo, štafety: 7. místo
  - Eva Kabáthová – sprint: 27. místo, krátká trať: 34. místo, klasická trať: 28. místo, štafety: 13. místo
  - Matěj Klusáček – sprint: 46. místo, krátká trať: 9. místo, klasická trať: 7. místo, štafety: 7. místo
  - Věra Mádlová – sprint: 41. místo, krátká trať: 15. místo, klasická trať: 10. místo, štafety: 5. místo
  - Miloš Nykodým – sprint: 2. místo, krátká trať: 12. místo, klasická trať: 16. místo, štafety: 7. místo
- mistrovství Evropy dorostu:
  - Kateřina Chromá – sprint: 79. místo, klasická trať: 8. místo
- MTBO mistrovství světa juniorů:
  - Martin Tišnovský – sprint: 14. místo, klasická trať: 30. místo, štafety: 6. místo
- MTBO mistrovství Evropy dorostu:
  - Pavel Brlica – sprint: 8. místo, krátká trať: 1. místo, klasická trať: 2. místo, volné pořadí: 16. místo

Na domácí scéně získal klub 22 mistrovských medailí v OB a 8 přidal v MTBO.

## Současní i bývalí úspěšní závodníci
Lukáš Barták, Soňa Beržinská, Tomáš Bořil, Pavel Brlica, Paľo Bukovac, Tomáš Dlabaja, Daniel Hájek, Kateřina Chromá, Adam Chromý, Eva Kabáthová, Matěj Klusáček, Martin Mazúr, Věra Mádlová, Miloš Nykodým, Jan Palas, Kateřina Pracná, Zdeněk Rajnošek, Mikuláš Šabo, Adéla Štěpánská, Eduard Štěrbák, Martin Tišnovský, Markéta Uhnavá, Jakub Zimmermann, Štěpán Zimmermann, Libor Zřídkaveselý, Hana Hlavová, Jindra Hlavová, Markéta Tesařová, Magdaléna Tužilová.